# Flower Mound
Flower Mound kisváros az USA Texas államában, Tarrant és Denton megyében. Lakosainak száma 75 956 fő (2020. április 1.).

## Népesség
A település népességének változása:

| 2010 | 64 669 |
| 2020 | 75 956 |